# Humberly González
Humberly González (Punto Fijo, 14 aprile 1992) è un'attrice venezuelana naturalizzata canadese.

## Filmografia

### Attrice

#### Cinema
- It's Not You, regia di Don McKellar – cortometraggio (2015)
- FOMO, regia di Brittany Johnson – cortometraggio (2017)
- Glory Days, regia di Chelsy Ubaldo – cortometraggio (2017)
- Kodachrome, regia di Mark Raso (2017)
- Mariposa, regia di Ron Dias – cortometraggio (2018)
- We, regia di Mani Nasry (2018)
- Blowback, regia di Annie Bradley – cortometraggio (2018)
- Witches in the Woods, regia di Jordan Barker (2019)
- Guru, regia di Nick Talon – cortometraggio (2020)
- Io sono nessuno (Nobody), regia di Il'ja Najšuller (2021)
- Pink Tax, regia di Mackenzie Munro – cortometraggio (2021)
- Stay the Night, regia di Renuka Jeyapalan (2022)
- Roadmarks, regia di Brandon McKnight – cortometraggio (2022)
- Slumberland - Nel mondo dei sogni (Slumberland), regia di Francis Lawrence (2022)
- La profezia del male (Tarot), regia di Spenser Cohen e Anna Halberg (2024)

#### Televisione
- Women Are from Mars – miniserie TV (2016)
- Shadowhunters – serie TV, episodio 2x06 (2017)
- Orphan Black – serie TV, episodi 5x05-5x06 (2017)
- Saving Hope – serie TV, episodio 5x17 (2017)
- Jib & Jab on a Quest, regia di Kurt Ogilvie – film TV (2017)
- Guilt Free Zone – serie TV, 6 episodi (2017-2018)
- The Detail – serie TV, episodio 1x05 (2018)
- Killer High, regia di Jem Garrard – film TV (2018)
- Workin' Moms – serie TV, episodi 3x07-3x09 (2019)
- Blink Twice – serie TV, episodio 2x02 (2019)
- Trapped: The Alex Cooper Story, regia di Jeffrey Hunt G. Hunt – film TV (2019)
- Hudson & Rex – serie TV, episodi 1x07-2x05 (2019)
- In the Dark – serie TV, 10 episodi (2019-2020)
- Utopia Falls – serie TV, 10 episodi (2020)
- Private Eyes – serie TV, episodio 4x05 (2020)
- Ginny & Georgia – serie TV, 18 episodi (2021-2025)
- Debris – serie TV, episodio 1x04 (2021)
- Jupiter's Legacy – serie TV, episodi 1x03-1x08 (2021)
- Nurses - Nel cuore dell'emergenza (Nurses) – serie TV, 7 episodi (2021)
- Christmas Explorer, regia di Max McGuire – film TV (2021)
- Drive, regia di Juan Carlos Velis – film TV (2021)
- Fallen Angels Murder Club: Friends to Die For, regia di Rhonda Baraka – film TV (2022)
- Fallen Angels Murder Club: Heroes and Felons, regia di Rhonda Baraka – film TV (2022)
- A Tail of Love, regia di Leif Bristow — film TV (2022)
- Friends & Family Christmas, regia di Anne Wheeler — film TV (2023)
- Star Trek: Section 31, regia di Olatunde Osunsanmi — film TV (2025)
- The Waterfront – serie TV, 8 episodi (2025)

### Regista

#### Cinema
- A Severe Case of Prudery – cortometraggio (2022)

## Doppiaggio
- Chase da Silva in Starlink: Battle for Atlas
- Mrs. Flores in Clifford
- Farona in Il trenino Thomas - Pronti per la Sodor Cup
- Mercedes "Jonrón" Martin in Far Cry 6
- Voci aggiuntive in PAW Patrol - Il film
- Kay Vess in Star Wars Outlaws

## Riconoscimenti

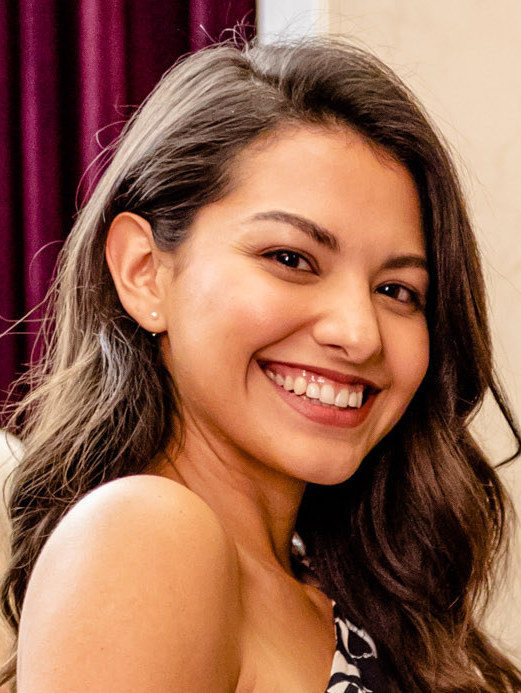
Humberly González al CFC Annual Gala & Auction del 2020

- Toronto International Nollywood Film Festival
  - 2019 – Candidatura come miglior attrice internazionale per We

- FFTG Awards
  - 2020 – Miglior attrice per We

## Doppiatrici italiane
Nelle versioni in italiano delle opere in cui ha recitato, Humberly González è stata doppiata da:
- Veronica Puccio in In the Dark[1], La profezia del male[2]
- Valentina Favazza in Private Eyes[3]
- Ughetta d'Onorascenzo in Jupiter's Legacy[4]
- Joy Saltarelli in Ginny & Georgia[5]
- Annalisa Longo in Nurses - Nel cuore dell'emergenza[6]
- Roisin Nicosia in The Waterfront[7]